# Valeri Kleixniov
Valeri Kleixniov (rus: Валерий Владимирович Клешнёв)  (Sant Petersburg, 15 d'octubre de 1958) és un remer rus, ja retirat, que va competir sota bandera de la Unió Soviètica durant les dècades de 1970 i 1980.
El 1980 va prendre part en els Jocs Olímpics d'Estiu de Moscou, on va guanyar la medalla de plata en la competició del quàdruple scull del programa de rem. Formà equip amb Iuri Xàpotxka, Ievgueni Barbakov i Nikolai Dovgan. En el seu palmarès també destaca una medalla d'or al Campionat del món junior de 1975 i una de bronze al Campionat del Món de rem de 1982.
Una vegada retirat es va doctorar a l'Institut de Recerca de Cultura Física de Sant Petersburg i va treballar en el ram de la biomecànica per l'equip nacional de rem d'Austràlia i del Regne Unit.